# RealSports Volleyball
RealSports Volleyball es un videojuego publicado por la empresa Atari en 1982 para la consola Atari 2600.